# 鼻形折尾蝦
鼻形折尾蝦（学名：Uroptychus naso）为劣柱蝦科折尾蝦屬下的一个种。